# Chu Suiliang
Pour les articles homonymes, voir Chu.
Chu Suiliang (褚遂良，596-658) originaire du Sud de la Chine, son père -Chu Liang- fut fonctionnaire sous les Chen et les Sui, mais se mouilla dans la rébellion de Yang Xuangan de 613, et est donc transféré dans le Nord-Ouest, où il rejoint les rebelles Xue (薛), ensuite soumis par les Tang. C'est ainsi que, brillant érudit, il rejoint en 619 le Collège d'Études Littéraires, le think tank de Li Shimin. Étudiant, calligraphe et historien doué, il est d'abord employé dans des postes purement intellectuels et littéraires dans la Bibliothèque impériale, comme conseiller impérial et greffier de la Cour, poste dans lequel il résiste notablement à l'influence révisionniste de Taizong. Du fait de son rôle d'historien de la Cour, et ayant soutenu le futur Gaozong lors de la querelle de succession de 643, Chu Suiliang devient son précepteur et, à la suite de la disparition de Wei Zheng (643), il devient la conscience morale et historique de la Cour, encourageant une politique intérieure clémente, et s'opposant à l'impérialisme militaire. En 647, il poursuit sa reconversion vers les sphères du pouvoir effectif, devenant 'Chief Minister', et occupant d'importantes fonctions à la Chancellerie et au Secrétariat. Lorsque Taizong est sur son lit de mort, c'est Zhangsun Wuji, l'ami de toujours de Taizong, et lui, l'historien devenu ministre, percepteur de l'héritier, qui reçoivent les dernières volontés de l'empereur. Il semblerait qu'il soit doucement exclus du cercle dirigeant durant les premières années de Gaozong, restant tout de même en bons termes avec le pouvoir central. Il meurt en 658.